# Familia Bucșanu-Merișanu
Familia Bucșanu-Merișanu este o veche familie boierească din Țara Românească, cunoscută mai ales în secolele al XVI-lea – al XVIII-lea, ocupând numeroase funcții de dregători la curțile domnești și fiind implicată în multiple conflicte de putere și comploturi pentru tron. Cea mai semnificativă apartenență politică a fost aceea a partidei Bălenilor (Leurdenilor), facțiune politică importantă a secolului al XVII-lea, adversară celei conduse de Cantacuzini.
Familia a fost înrudită cu numeroase familii boierești precum Băjescu, Bălăceanu, Brâncoveanu, Cantacuzino, Văcărescu și altele.
În secolul XVII, Neacșa Bucșanu se căsătorește cu Negoiță Văcărescu și au ca fiu pe Ianache Văcărescu, tatăl marelui învățat Ienăchiță Văcărescu. Mai târziu, Neacșa va rupe căsătoria cu Negoiță și se va recăsători cu Neagu, fiul lui Antonie din Popești. Din această căsătorie s-au mai născut patru copii, printre care și Maria, viitoarea soție a lui Constantin Brâncoveanu.
Familia a continuat în secolul al XVII-lea mai ales prin ramura Merișanu, până la sfârșitul secolului al XVIII-lea. Nicolae Iorga menționează din neamul Merișanilor pe Pârvu Serdarul și fratele său, identificați în corespondențe la 1823. Familia pare să fi dispărut în secolul al XIX-lea.
La începutul secolului al XVIII-lea, Ilinca, din neamul Berindeilor, se căsătorește cu boier Constantin Merișanu și marchează mutarea familiei Berindei în comuna Dobrotești și preluarea moșiei Merișani. Mai târziu, doamna Ilinca, după moartea celor cinci copii, se va călugări ca Irina Monahia și va împărți averea Merișanilor între biserică (moșia Merișani) și frații săi (moșia Dobrotești), la 19 mai 1761.

Parte a a familiei se leagă de familia Mănescu, prin Mănești continuând până în secolul XIX.

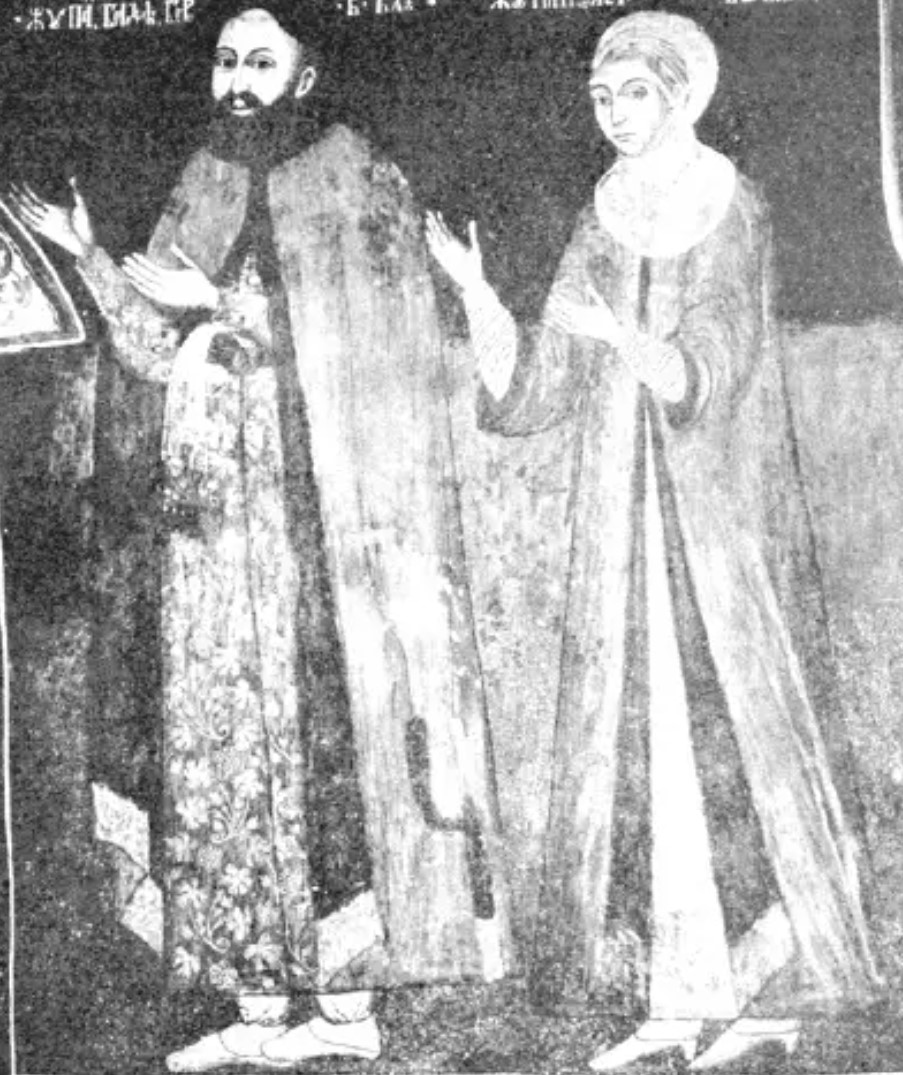
Reprezentarea votivă a vtori clucer Badea Bucșanu și soața sa, jupâneasa Bălașa din neamul Bălenilor, la Biserica Săcueni.

Istoria familiei Merișanilor este legată mai ales de satul Merișani, comuna Dobrotești, județul Teleorman. Satul actual numit Merișani (fost Călugărița/Jarcaleți), comuna Băbăița, județul Teleorman este de asemenea legat de familie, unde s-au păstrat ruine ale unui conac a lui Barbu Merișanu. Comuna Merișani, județul Argeș, unde moșieri au fost alte familii precum Vărzaru sau Constantin Brâncoveanu, nu are legătură cu această familie. 

## Originea
Familia își are originea pe două linii, prin Velica din Boldești și Dragomir din Miroși, logofăt, secolul XVI. Patronimicul provine probabil de la satul Bucșani, aflat la sud de Târgoviște, unde familia avea moșii. Mai târziu, s-a adăugat și Merișanu, după satul Merișani, Teleorman, unde familia avea, de asemenea, moșii întinse și unde a continuat linia Merișanu.

## Averea
Familia a stăpânit moșii întinse în mai multe județe, precum Muscel, Dâmbovița, Olt, Ilfov, dar, mai ales, în Teleorman, la Merișani, sat de la care familia și-a luat numele mai târziu.

La 1659, se menționează moșiile și întinderile acestora în Teleorman:
1659 (7167) apr. 15. Micul, fiul mătușii Vișa din Merișani, jud. Teleorman, adeverește jupânului Bărcan pârcălab de Curte că au avut ei împreună moșie în sat și, văzând el că aceasta nu-i este de nicio treabă și nefăcând el „nici o hrană pre ia”, s-a tocmit cu Bărcan, luându-i prețul acestei moșii, 15 ughi, bani gata, partea sa vânzând-o, căci a fost a lui dreaptă moșie, cu hotare precum „va ceti și carte ce de moșie”: din Brebini, până în siliștea lui Zlatco. Martori, boieri și megiași: Mareș al doilea logofăt, Nan logofăt din Mușcel, Dobrin logofăt din Ungurei, Necula iuzbașa din Pădureți, Ionașco, fiul lui Mircea din Sitisești, Dumitru din Băcani. Degetul, pentru credință. Scrie Radul Nefon portărel din Târgoviște.

După moartea lui Staico,  la 23 iunie 1700, Constantin Brâncoveanu întărește moșia de la Merișani vistiernicului Drăgușin Merișanu, fratele marelui paharnic: 
"pentru că acestu satu, Merișanii, iaste al lor de moștenire de la stremoșu său, Stoica banul, și totu l-au ținutu, și l-au stăpânitu, acestu satu, moșii și părinții lor, și ei, pre seama lor cu bună pace, pre semnele și hotarele ce scriu în cărțile altor răposați domni, ce au fostu mai denainte vréme"
Familia a avut în posesie numeroși robi de etnie rroma, cum se poate constata din testamentul jupânesei Marica, soața marelui paharnic Staico, datat 25 ianuarie 1704.

O proprietate interesantă este aceea deținută de Staico și soția sa Marica, pe care aceasta din urmă o dăruiește nepotului său Barbu Merișanu la 13 februarie 1704. Documentul menționează între martori pe doi dintre fii lui Constantin Brâncoveanu, Ștefan Brăncoveanul beizadea și Constandin Brăncoveanul beizadea. Pe teren se găsea o biserică de lemn construită de Staico în toamna anului 1678.
Adecă eu jupăneasa Marica, care am fost jupăneasă răposatului Staico păharnic Merișanul, scriu și mărturisesc cu aceasta al mieu zapis ca să fie de bună credință la măna nepotu-mieu Barbului păharnic snă Drăgușin vistiiariul.
În 1713, Barbu Merișanu, la sfatul tatălui său, Drăgușin, va dărui terenul Mitropolitului Antim Ivireanu pentru constucția viitoarei mănăstiri a Tuturor Sfinților, donație certificată prin zapis la 17 februarie 1715.
Adecă eu Barbul slugeariul Merișanul, snă vistiiarului Drăgușin Merișanul, dat-am aceasta al mieu zapis ca să fie de bună credință la cinstită măna sfinției sale părintelui chir Anthim mitropolitul Țărăi Rumănești(...) noi n-am vrut să îl vindem. Ci au socotit dumnealui tată-mieu, Drăgușin vistiiarul, împreună cu noi de i-am dat sfinții sale de pomeană pentru sufletul nostru și al părinților noștri.
Moșiile Merișani se vor împărți de-a lungul timpului și vor intra în posesia altor familii, prin alianțe matrimoniale. Moșia Dobrobești și moșia Merișani vor reveni familiei Berindei. La începutul secolului al XVIII-lea, Ilinca, din neamul Berindeilor, se căsătorește cu boier Constantin Merișanu și marchează mutarea familiei Berindei în comuna Dobrotești și preluarea moșiei Merișani. Mai târziu, doamna Ilinca, după moartea celor cinci copii, se va călugări ca Irina Monahia și va împărți averea Merișanilor între biserică (moșia Merișani) și frații săi (moșia Dobrotești), la 19 mai 1761.
Unele proprietăți au intrat în posesia familiei Bălăceanu, ca zestre a domniței Tudoșca Bucșanu, la căsătoria cu Matei Bălăceanu, ceauș și vătaf de aprozi, (d.1704), moștenite de fiul lor, postelnicul Pătrașco Bălăceanu.

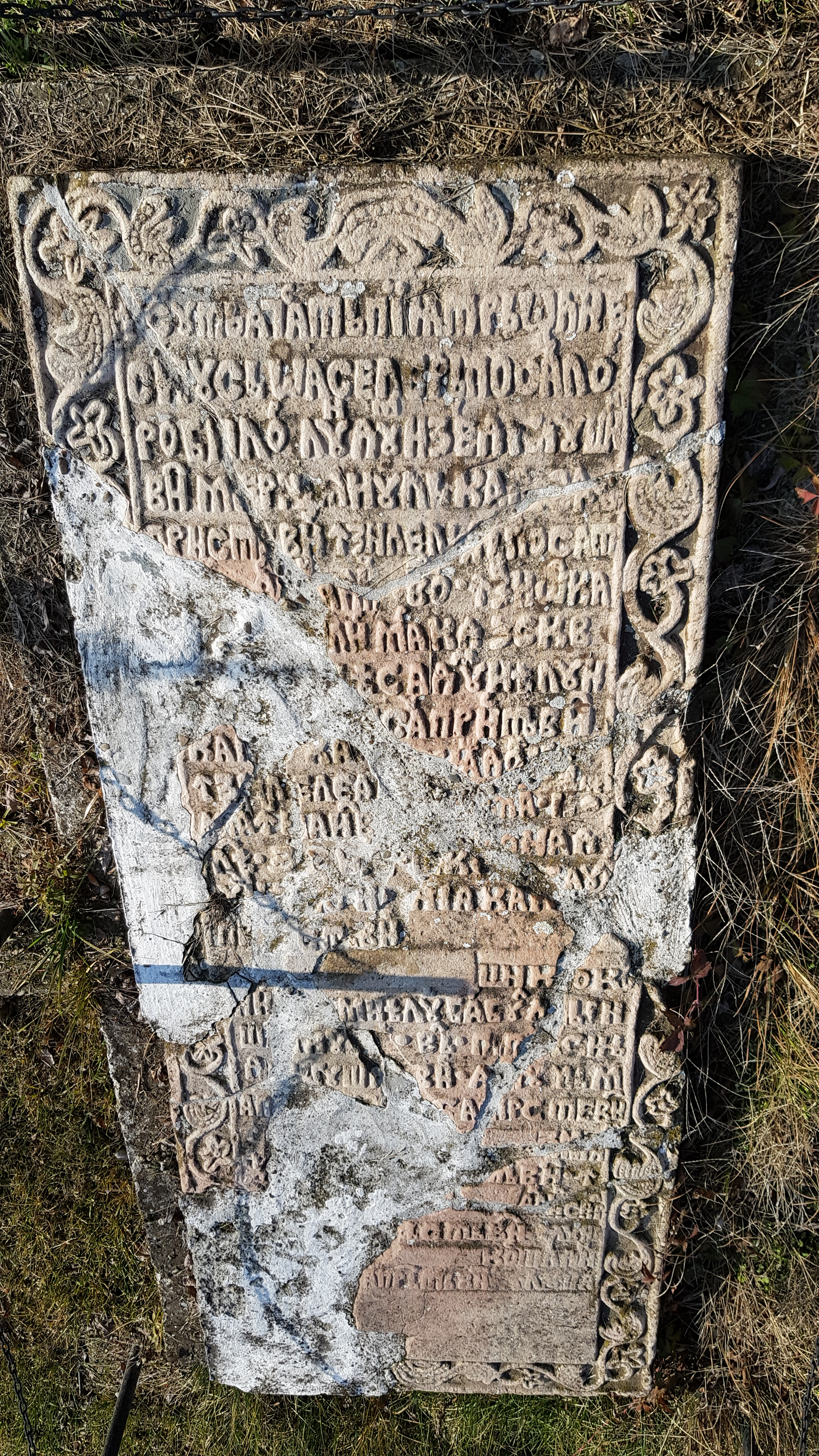
Piatra funerară a familiei de boieri Merișanu (Bucșanu) (sec. XVIII) din curtea Bisericii Adormirea Maicii Domnului din Merișani (Dobrotești)

Moșia Merișani, după donația făcută de Ilinca Berindei (Irina Monahia), cumulând 1500 ha teren arabil și 220 ha pădure, apare la sfârșitul secolului XIX ca proprietate a statului, din fondul vechilor moșii mănăstirești, după secularizarea averilor mănăstirești în 1863.

## Membri notabili
- Drăgan, căsătorit cu Stana, nepoata lui Vlad Călugărul. Mare postelnic 1523, 1525, 1528, 1529. Alături de cumnatul său Neagoe, mare vornic de Periș, l-a asasinat pe Radu de la Afumați la 2 ianuarie 1529.[20][21]
- Badea din Bucșani, mare clucer 1554 - 1556, la curtea lui Pătrașcu cel Bun. moare în lupta de la Șerpătești contra boierilor partizani ai doamnei Chiajna.[20]
- Bârcea, logofăt din Bucșani, 1592[6]
- Bărcan de la Buxiani.[6] (Bărcan din Merișani și din Bucșani)[3] dregător la curtea lui Mihai Viteazul - logofăt (1583-1590), mare vistiernic (1600), mare stolnic (1604-1610). După moartea lui Mihai Viteazul, împreună cu alți boieri a ridicat domn pe Mihai căm., împotriva lui Radu Mihnea[20]. d. 7 decembrie 1611, spânzurat din porunca lui Radu Mihnea.
- Pătrașco din Bucșani, paharnic (1651, 1656), clucer (1663, 1667), căpitan de roșii (1665-1670), mare căpitan de dorobanți (1672 - 1673), mare pitar (1678),  (d. 11 Ianuarie 1680), spânzurat de Șerban Cantacuzino[3]. Sora lui, Neacșa[3], se va mărita în familia Văcăreștilor și va deveni mama maerelui Ianache Văcărescu[22].
- Badea Bucșanu, fratele lui Pătrașco din Buxian[1]i. Comis 1659, paharnic 1664, vtori clucer 1664, căsătorit cu Bălașa, fiica lui Neagoe Săcuianu , mare ban. Socrul său este menționat ca și ctitor la Biserica Săcueni[23]. Cuplul apare pe tabloul votiv al ctitorilor. d. 1691
- Neacșa Bucșanu (sec. XVII), bunica lui Ienăchiță Văcărescu și bunica soaței lui Constantin Brâncoveanu. Neacșa Bucșanu se căsătorește cu Negoiță Văcărescu și au ca fiu pe Ianache Văcărescu, bunicul marelui învățat Ienăchiță Văcărescu. Mai târziu, Neacșa va rupe căsătoria cu Negoiță și se va recăsători cu Neagu, fiul lui Antonie din Popești. Din această căsătorie s-au mai născut patru copii, printre care și Maria, viitoarea soție a lui Constantin Brâncoveanu.
- Staico Bucșanu (Merișanu) logofăt (1661 - 1668), postelnic (1668 ), treti vistier (1670 - 1671),  mare pitar (1672 - 1673), mare jitnicer (1674 ), mare paharnic (1675 - 1677),  d. 7 iulie 1693, spânzurat din porunca lui Constantin Brâncoveanu și sub coordonarea acțiunilor anti-răzmeriță a rudei sale Ianache Văcărescu[2].
- Barbu Merișanu, d.1749, a ocupat mai multe funcții de dregător:  începând cu paharnic (1704) și mai apoi, sub Nicolae Mavrocordat[24], mare pitar (1717-1722), mare clucer (1726-1731), mare vornic (1739). Fiul lui Drăgușin Merișanu și nepot de frate al lui Staico Bucșanu (Merișanu). Barbu Merișanu a donat Mitropolitului Antim proprietatea sa din București, primită anterior în dar de la Marica, jupâneasa lui Staico, pentru ridicarea Bisericii Tuturor Sfinților[17]. În 1720, este menționat printre însoțitorii doamnei Marica Brâncoveanu la recuperarea și aducerea la Biserica Sfântul Gheorghe din București a rămășițelor pământești ale lui Constantin Brâncoveanu.[25] Fiica sa, Arghira, se căsătorește cu Costache Florescu, trei postelnic, mare comis și mare paharnic (1739 - 1761)[26]

## Vestigii
- Dincolo de documentele istorice precum hrisoavele domnești, din activitatea, ctitoriile și averea familiei Bucșanu- Merișanu sunt puține vestigii rămase.
- Familia Bucșanu-Merișanu este menționată printre ctitorii a mai multor lăcașe de cult.[1][3][27][28] Biserica din Săcueni păstrează reprezentarea votivă a vtori clucer Badea Bucșanu și soața sa, jupâneasa Bălașa din neamul Bălenilor.

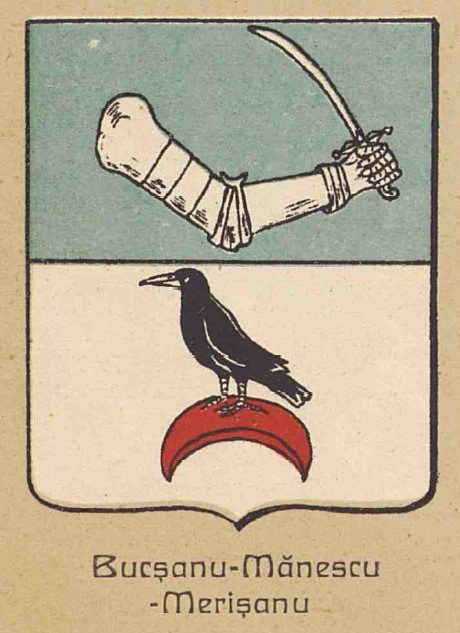
Stema familiei Bușcanu-Mănescu-Merișanu, așa cum este reprezentată de Emanoil Hagi-Moscu (1918)

- Stema familiei Bușcanu-Mănescu-Merișanu, așa cum este reprezentată de Emanoil Hagi-Moscu (1918)[10]Drăgușin Merișanu a construit prima biserică de lemn, cu hramul Sfântul Spiridon, înainte de 1700 în satul Merișani pe locul unde azi se găsește biserica de zid nouă,  "Adormirea Maicii Domnului''. Din vechea biserică de lemn se mai păstrează Sfânta Masă cu troiță (conform panou informativ din curtea bisericii).
- Curtea Bisericii "Adormirea Maicii Domnului'' din satul Merișani, Teleorman găzduiește mormântul câtorva dintre membrii familiei boierești Merișanu. Textul pietrei funerare menționează: "subt aceată piatră odihnecu-se oasele răposaților robilor lui Dumnezeu Drăgușin Voievod Merișanul care s-a pristăvit în zilele răposatului Constantin Voievod, în anul mântuirii 1714 și jupâneasa dumnealui (indesc.) și cuconul dumnealui, Barbu Merișanul care s-a pristăvit în luna lui (indesc.) și cuconii dumnealor Barbu Merișanu Voievod, Putarisia Drăgușin Voievod care s-au pristăvit în luna lui (indesc.)"[29]
- Satul Merișani (Băbăița), fost Călugărița/Jarcaleți, păstrează ruinele (pivnițele) unui fost conac al familiei construit în sec. al XVIII-le de Barbu Merișanu.[30] În 1901, în Marele Dicționar Geografic al României.[31],  ruinele sunt plasate greșit în satul Merișani (Dobrotești).

## Reprezentări în cultură
Barbu Merișanu este reprezentat în romanul Princepele de Eugen Barbu.
"– Tu, stârpitură, vreai să-mi ei tuiul?
– Eu, Măria Ta, zise acela după datină.
– Ian să mi-l scurtați puțin, rostise Vodă și ceilalți în beția ce începuse să pună stăpânire pe eiizbucniseră într-un râs gros.
– Să-l iertăm, Măria Ta, propuse tot în glumă vtori logofătul Barbu Merișanu, nu vedeți că abia e coprins de vestminte și-l doboară greaua răspundere?
Boerii cei mari se prăvăliră pe masă de râs, dar Princepele părea hotărât să-l dea pe mâna seimenilor."